# Radovnica
Radovnica (cyr. Радовница) – wieś w Serbii, w okręgu pczyńskim, w gminie Trgovište. W 2011 roku liczyła 865 mieszkańców.